# Burg Oberhohenberg
Die Burg Oberhohenberg, auch Hohenberg genannt, ist die Ruine einer zu Beginn des Hochmittelalters entstandenen Höhenburg bei Schörzingen, einem Stadtteil von Schömberg im Zollernalbkreis in Baden-Württemberg (Deutschland).

## Geographische Lage
Die ehemalige Spornburg befand sich auf dem 1010 m hohen Bergkegel des Oberhohenberg, dem zweithöchsten Berg der Schwäbischen Alb und höchsten Berg im Zollernalbkreis. Er gehört zur Region der 10 Tausender. Vom Oberhohenberg leitet sich der Name der mittelalterlichen Grafschaft Hohenberg ab, die ihre Ländereien um den Berg Oberhohenberg hatte.

## Geschichte
Grabungen belegen, dass schon zur Zeit der Alamannen der Berg besiedelt war. Im Mittelalter hatte die Grafschaft Hohenberg auf dem Oberhohenberg ihren Sitz.
Die Burg wurde zwischen 1050 und 1100 durch die Grafen von Hohenberg erbaut, eine abgespaltene Nebenlinie der Hohenzollern. Eine Erwähnung der Burg ist aus dem Jahr 1179 bekannt. Nach der Übergabe an Österreich 1381 kamen wechselnde und zum Teil zweifelhafte Lehnsherren auf die Burg. Infolge einer Fehde wurde die Burg 1449 von Rottweiler Soldaten belagert, eingenommen und vollständig zerstört. Nach der Zerstörung folgte einer Schleifung der Burganlage.
1913 wurden die Fundamente der Burganlage vom Schörzinger Albverein freigelegt, vermessen und wieder zugeschüttet, um sie vor weiterer Zerstörung zu schützen.

## Heutige Nutzung des Burgstalls

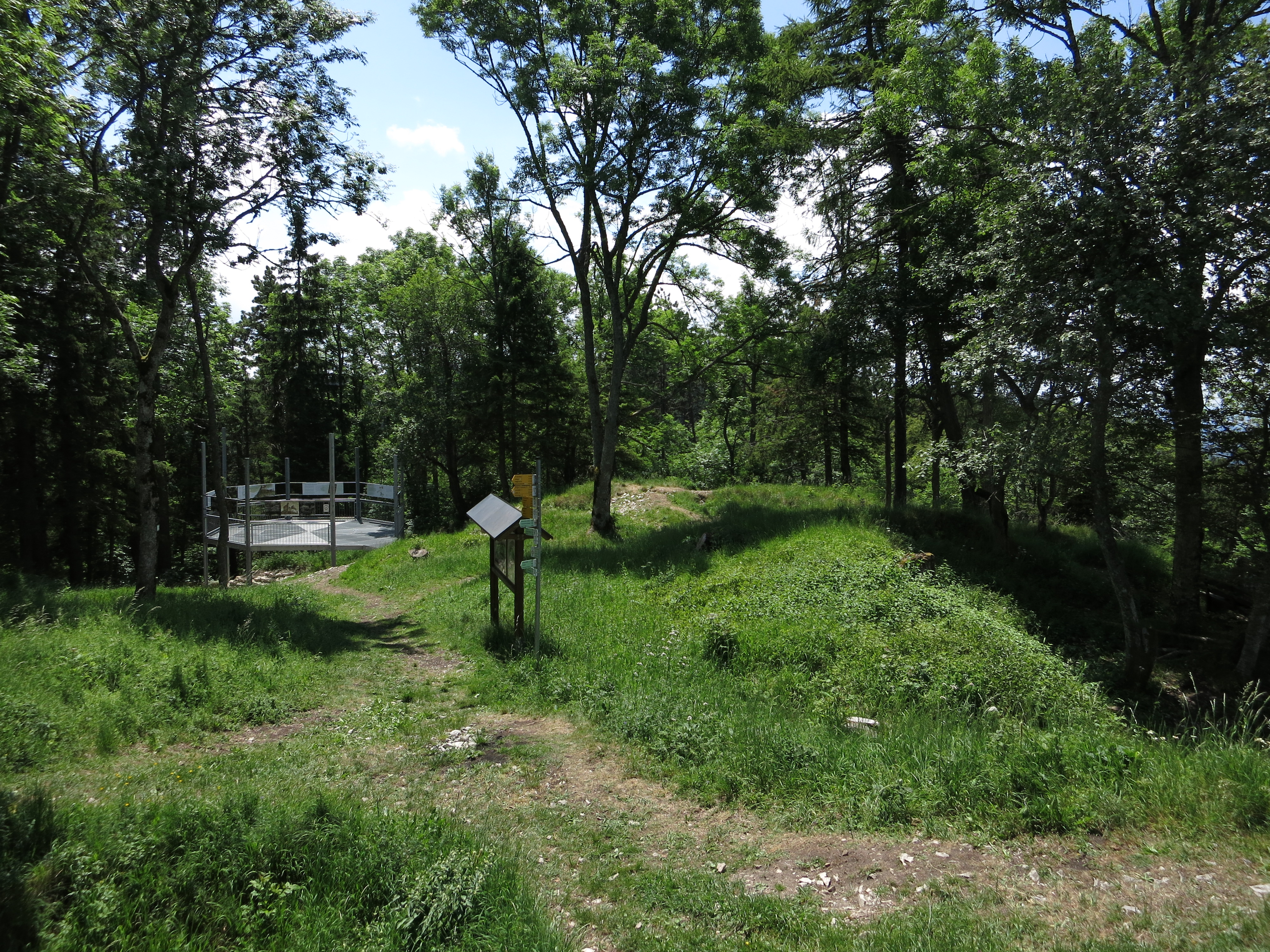
Burgbereich, im Hintergrund links Darstellung des ehemaligen Achteckturms

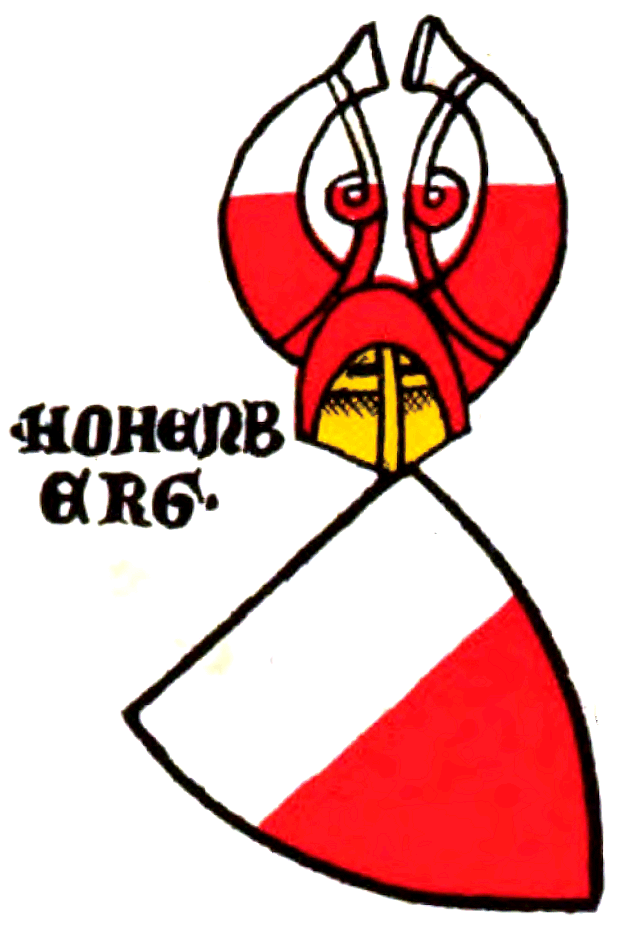
Wappen der Hohenberg in der Zürcher Wappenrolle (ca. 1340)

In den letzten Jahren wurde, nicht zuletzt unter der Einbeziehung von Geldmitteln der Europäischen Union, versucht, das Gelände museal aufzubereiten. Um Halbtagstouristen ein attraktives Ziel zu bieten, wird im Naturpark Obere Donau an Wochenenden im Sommerhalbjahr ein vertaktetes Angebot im Schienenverkehr auf allen Strecken gefahren. Triebwagen der Hohenzollerischen Landesbahn verkehren hier an Wochenenden und Feiertagen, um das Naherholungsgebiet für den Tourismus attraktiver zu machen. Vom Bahnhof Schömberg, weiter mit dem Rad-Wander-Bus nach Deilingen kann der Oberhohenberg erwandert werden. Der ehemalige Achteckturm der Burg wurde Rahmen des Erlebnistreffs Oberhohenberg wieder sichtbar gemacht. Mit einer Aufmauerung mit Kalkplatten wurde das historische Buckelquadermauerwerk vor Schlagregen und Witterungseinflüssen geschützt. Eine Hängebrücke über den Burggraben ist fertiggestellt. Außerdem wurden neue Infotafeln angefertigt.

### Nikolauskapelle
Die Nikolauskapelle wurde 2017 wiederaufgebaut.

## Beschreibung
Die Grundmauern der Burg wurden teilweise freigelegt, der Turm wurde mit einer Aussichtsplattform aus Stahl wieder aufgebaut, ein Wanderweg ist freigeschnitten und eine Hängebrücke ersetzt die ehemalige Zugbrücke. Die Burganlage hatte eine Länge von etwa 77 Meter und eine Breite von 40 Meter.